# Burg Tonquédec

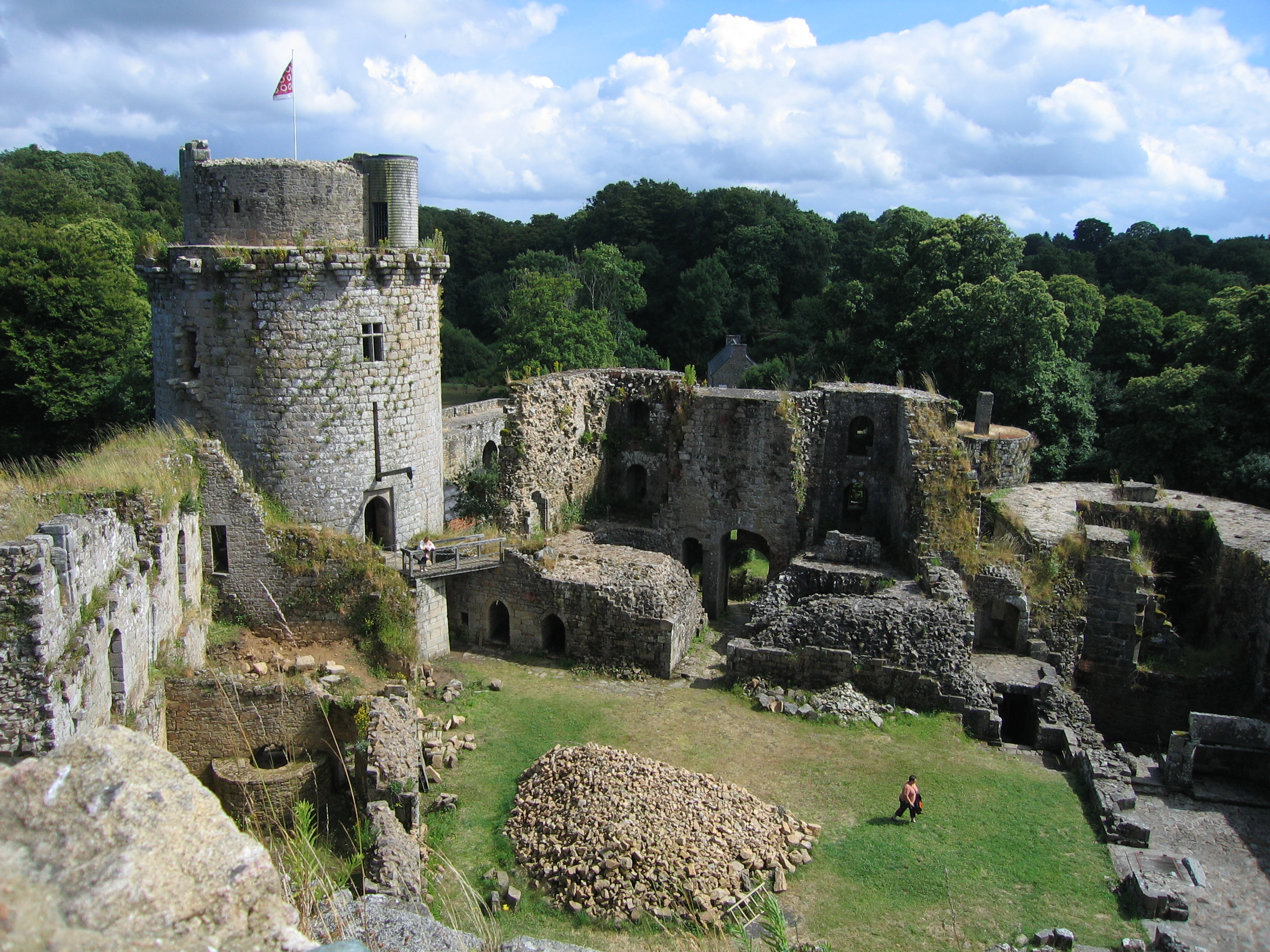
Burg Tonquédec

Burg Tonquédec (französisch: Château de Tonquédec) ist die Ruine einer Höhenburg in der Bretagne. Sie liegt wenige Kilometer nordwestlich der Ortschaft Tonquédec über dem Tal des Flusses Léguer. Die Burg ist mit ihren neun Türmen und zwei Bergfrieden eine der meistbesuchten Touristenattraktionen im Département Côtes-d’Armor.

## Geschichte
Die heutige Burganlage entstand im 15. Jahrhundert anstelle einer vorherigen Festungsanlage aus dem 12. Jahrhundert. Diese wurde im Auftrag der Familie Coëtmen-Penthièvre erbaut. Die Burgherren Rolland II. und Rolland III. de Coëtmen waren mit Olivier V. de Clisson verbündet, der auf der Seite Karls V. stand und daher mit Johann IV., Herzog der Bretagne in Streit lag. 1395 wurde daher die alte Burg auf Befehl Johanns teilweise geschleift.
Roland IV. de Coëtmen ließ die Burg zwischen 1406 und 1460 wieder aufbauen. Zwischen 1470 und 1500 folgte eine zweite Ausbauphase, bedingt durch den Versuch des Königreichs Frankreich, die Autonomie der Bretagne zu untergraben. In den folgenden Jahren wechselte die Anlage mehrfach den Besitzer. Während der Hugenottenkriege ließ der protestantische Eigentümer Gouyon de La Moussaye die Burg in den Jahren 1570 bis 1598 modernisieren und zu einer mit Artillerie bestückten Festung ausbauen. Die Burg wurde zeitweilig zum Zufluchtsort für Hugenotten. Auf Befehl Richelieus wurde die Burg 1626 geschleift.

## Wiederaufbau
Die Burgruine steht seit 1862 unter Denkmalschutz. Sie wurde vom französischen Ministère de la Culture als Monument historique eingestuft. Seit 1881 ist die Burg Tonquédec im Besitz der Familie Rougé, Nachfahren der Familie Coëtmen, die bis heute den Wiederaufbau der Anlage betreibt. Auf dem Burgareal finden archäologische Ausgrabungen statt, um Details über das Leben auf einer mittelalterlichen Burg zu erforschen.